# 안이숙 (가수)
안이숙(1972년 1월 15일 ~ )은 대한민국의 가수이며, 2018년 1집 앨범 《나쁜여자》로 데뷔하였다.

## 수상
- 1996 서울kbs도전주부가요스타 금상
- 1997 서울bcs열창가요한마당 연말대상
- 2008 영남주부가요열창 연말대상
- 2011 제7회 쇠부리축제가요제 대상
- 2017 제1회 돌고래가요제 대상

## 앨범
- 2018년 나쁜여자
- 2019년 꽃잎
- 2021년 가시버시

## 곡
- 2018년 나쁜여자
- 2018년 여러분
- 2018년 천년지기
- 2018년 나쁜여자(MR)
- 2018년 이사람을 지켜주세요
- 2018년 바램
- 2018년 그대 내 친구여
- 2018년 아모르 파티
- 2018년 기다리겠소
- 2018년 사람이 좋다

## 방송
- 2019~2020 MBN 보이스퀸 출연
- 2020 MBN 트로트퀸 출연
- 2020 MBN 속풀이쇼 동치미 출연
- 2020 JTBC 히든싱어 시즌 6 김연자 편 출연